# 首都銀行中心
首都銀行中心（英語：Metrobank Center）是一座318公尺（1,043英尺）的高層摩天大樓，位於菲律賓馬尼拉的波尼法西奧堡壘。自 2017年竣工以來 ，它一直是菲律賓最高的建築。

## 沿革
首都銀行中心原是聯邦土地的波尼法西奧堡壘混合用途建築案的一部分並通過一個公共裙樓與旁邊的君悅酒店 (Grand Hyatt Residences) 相連，後者是一座45層高的公寓式摩天大樓。該建築群還有第二座住宅樓，即君悅酒店南塔，高50層。
首都銀行中心約為318公尺（1,043 英尺），而其至屋頂的高度為250公尺（820 英尺）。共有66層
。目前馬尼拉君悅酒店是該建築的主要租戶。酒店擁有461間客房，佔據大樓的最高25層。它還擁有三間主要餐廳，它還擁有佔地2,281平方公尺（24,550 平方英尺）的會議室和活動室。

## 建築與設計
王歐陽（香港）有限公司以及Casas Architects是設計首都銀行中心的建築公司。奧雅納負責規劃該建築的風力、結構和地震工程。並設計了其含阻尼外伸臂桁架系統，使建築物能夠抵抗地震衝擊和強風。大樓外側的的兩個機械樓層則安裝了混凝土支腿牆。

## 歷史
2008年9月，達義市市長希格弗里多·廷加（Sigfrido Tiñga）宣布將在聯邦土地建造一座66層高的摩天大樓，其高度將超過當時該國最高建築的菲律賓交通大廈。這座被稱為「聯邦土地大廈」的建築計劃於2009年開工。
2011年3月，該計畫由聯邦土地正式揭幕，並於 2011年3月24日舉行奠基儀式。最初預計將於2014年完工。2017年8月，仍在興建中的大廈曾發生火災事故，但沒有人員傷亡報告。
酒店大堂於2017年9月由聯邦土地的喬治·泰 (George Ty) 和菲律賓總統罗德里戈·杜特尔特揭幕。酒店於2018年1月23日開業。